# Internationale Zeitschrift für Psychoanalyse
L'Internationale Zeitschrift für Psychoanalyse est une revue psychanalytique en langue allemande publiée de 1913 à 1937 et de 1939 à 1941 par l'Association psychanalytique internationale.

## Histoire
La décision de création d'une nouvelle revue psychanalytique est prise en 1913 : elle doit remplacer le Zentralblatt für Psychoanalyse, dont le rédacteur Wilhelm Stekel a perdu la confiance de l'Association psychanalytique internationale. La nouvelle revue est destinée à devenir l'organe officiel de l'association internationale. Sigmund Freud en prend la direction, assisté par un comité de rédaction constitué de Sándor Ferenczi, Otto Rank et Ernest Jones. La revue se donne comme objectif de permettre une communication entre les différentes associations nationales et de resserrer les liens entre elles, entre les congrès. Outre des contributions scientifiques, la revue publie des recensions d'ouvrages, et des informations sur les activités des différentes associations nationales. Les pionniers et pionnières de la psychanalyse y publient leurs recherches.
Dans la perspective d'alléger le poids financier que représentait l'édition de la revue pour Hugo Heller, l'Internationaler Psychoanalytischer Verlag doit prendre la relève. Le comité de rédaction accueille de nouveaux membres, Karl Abraham et Eduard Hitschmann. La revue modifie son titre, dont l'adjectif ärztliche disparaît. Otto Rank devient directeur de l'Internationaler Psychoanalytischer Verlag et rédacteur en chef de la revue. Après la rupture de Rank avec le mouvement psychanalytique, il est remplacé par un collectif constitué de Max Eitingon, Sándor Radó et Sándor Ferenczi.
Dès 1920, l'International Journal of Psychoanalysis, édité à Londres par Ernest Jones, publie en anglais, en collaboration avec l'Internationale Zeitschrift für Psychoanalyse et la revue Imago des traductions d'articles et de résumés. L'Internationale Zeitschrift für Psychoanalyse cesse de paraître lors de l'invasion de l'Autriche par l'Allemagne nazie. Elle continue à être éditée en Angleterre entre 1939 et 1941, sous un format commun à la revue Imago.